# Cyrille Bugnon
Pour les articles homonymes, voir Bugnon.
 (octobre 2022).
Cyrille Bugnon, né en 1964, est un musicien, saxophoniste et avocat vaudois.

## Biographie
Cyrille Bugnon est né en 1964 dans une famille de musiciens et dans un univers qui oscille entre New York et Montreux. Son oncle, en effet, est le célèbre trompettiste de jazz américain Donald Byrd et son père, Roger Bugnon, guitariste de jazz, est aussi un chanteur lyrique renommé en Europe dans les années 1940 et 1950. Son frère, Alex Bugnon, né en 1958 à Montreux, est un pianiste de jazz réputé. 
Son enfance est entourée de musique, puisque le jeune Cyrille a l'occasion de rencontrer des musiciens comme Clark Terry, Herbie Hancock et Nathan Davis, qui rendent visite à la famille Bugnon à chacun de leurs passages au festival de Jazz de Montreux. En outre, il passe ses vacances près de Paris, chez le célèbre percussionniste de jazz Kenny Clarke et se lie avec le fils de celui-ci, Laurent. S'il étudie d'abord le piano, il découvre avec ravissement le saxophone lorsqu'il a quinze ans. Nathan Davis lui donne des leçons intensives durant tout un été. De retour à Montreux, le jeune saxophoniste commence alors à jouer avec plusieurs groupes locaux de jazz et de funk. Mais le jazz n'est encore qu'un hobby pour Cyrille Bugnon qui entame des études de droit à l'Université de Lausanne dont il obtient une licence en droit suisse en 1987, puis un brevet d'avocat en 1990 qu'il complétera par un brevet de spécialiste FSA en 2013. Cependant, la passion reprend le dessus et, en 1992, Cyrille Bugnon abandonne une carrière d'avocat prometteuse pour se consacrer à la musique.
Cyrille Bugnon présente alors sa première formation, avec le pianiste Malcolm Braff, le bassiste Marcello Giuliani et le percussionniste Olivier Clerc, au festival de jazz de Montreux en 1993. Entre 1993 et 1997, il partage son temps entre la Suisse (où il joue principalement en trio avec Bänz Oester et Olivier Clerc, mais aussi dans le quintette d'Erick Truffaz ou le septuor de François Lindemann, ou encore avec le groupe Silent Majority) et New-York, où il fréquente assidûment les jams de la ville. Il joue également régulièrement avec son frère Alex Bugnon. En 1997, il joue au sein du prestigieux big band du Thelonious Monk Jazz Institute, ainsi qu'avec le trio de Billy Taylor au Festival de Jazz d'Aspen. Il réalise également son premier disque à New-York, un CD de sept titres dont quatre sont des compositions personnelles, enregistré en 1995 par le label TCB et interprété avec le pianiste Eric Lewis, le bassiste Lonnie Plaxico et le percussionniste Gene Jackson.De retour en Suisse en 1998, il forme un nouveau quartette, le Cyrille Bugnon Quartett avec le pianiste Eric Legnini, le percussionniste Philippe Soirat, et le contrebassiste Rosaio Bonaccorso. En 2001, il compose la musique de Hors série, ballet de la compagnie Nomades, chorégraphié par Serge Campardon. Il enregistre en 2002 son deuxième album avec son quartette, huit compositions personnelles en auto-production.
Aujourd'hui, Cyrille Bugnon a repris une carrière d'avocat, ayant effectué un Brevet de spécialiste FSA en 2013. Il vit à Lovatens et travaille dans une étude basée à Lausanne et Vevey.

## Sources
- « Cyrille Bugnon », sur la base de données des personnalités vaudoises sur la plateforme « Patrinum » de la Bibliothèque cantonale et universitaire de Lausanne.
- Cyrille Bugnon Quartet, Southern perspective, Montreux, TCB, 1997, cote BCUL: DCJ 3838
- Robert, Arnaud, "Jazz. Cyrille Bugnon. Sketch in blue", Le Temps, 2002/01/19
- Hohler, Anna, "A 10 ans, les Nomades se muent en fanfare de jazz", Le Temps, 201/10/05
- Robert, Arnaud, "Nomades dans l'aire du jazz", Le Temps, 2001/03/26
- Monnet, Vincent, "Morgins Jazz Rock Festival: chacun cherche son chant", Le Temps, 2001/08/02
- Dyfour, Nicolas, "Malcolm Braff veut remettre le musicien au milieu de la cité", Le Temps, 2002/09/20
- Masserey, Michel, "Montreux s'offre enfin un lifting", Le Temps, 1998/04/16
- Berta, "Famille Baz'arts au château", 24 Heures, 2010/11/25, p. 39
- Brunet, Alain, "Silence... on jazz depuis dix ans à Frontenac", La Presse, 2000/10/19, p. C5.